# ناوشکن کلاس راجپوت
دیسترویر کلاس راجپوت (به انگلیسی: Rajput-class destroyer) یک کلاس از کشتی است که طول آن ۱۴۷ متر (۴۸۲ فوت) می‌باشد.